# Hernán Hinostroza
Hernán Hinostroza (Lima, 21 december 1993) is een Peruviaans voetballer die onder contract staat bij SV Zulte Waregem.
Hernán maakte zijn debuut op 14 april 2012 tijdens de play-off wedstrijd tegen K. Beerschot AC, hij mocht toen de laatste 13 minuten invallen. Twee weken later mocht Hernán voor het eerst in zijn carrière als basisspeler starten tegen RAEC Mons.

## Spelerscarrière
| seizoen | club                               | land   | competitie         | wed. | goals |
| ------- | ---------------------------------- | ------ | ------------------ | ---- | ----- |
| 2011/12 | SV Zulte Waregem                   | België | Jupiler Pro League | 4    | 0     |
| 2012/13 | SV Zulte Waregem                   | België | Jupiler Pro League | 11   | 1     |
| 2013/14 | SV Zulte Waregem                   | België | Jupiler Pro League | 1    | 0     |
| 2013/14 | → Universidad San Martín de Porres | Peru   | Primera División   | 9    | 0     |
|         |                                    |        | Totaal             | 25   | 1     |

1 Bostyn ·
3 Tanghe ·
4 Lemoine ·
7 Challouk ·
8 Rommens ·
9 Vossen  ·
10 Ablo Traoré ·
11 Gavriel ·
14 Barkarson ·
17 Diop ·
18 Tambedou ·
19 Nyssen ·
20 Hedl ·
21 Nnadi ·
22 Opoku ·
23 Van der Gouw ·
24 Erenbjerg ·
27 Diabaté ·
31 Willen ·
42 Dobbels ·
47 Labie ·
50 Van Damme ·
55 Cappelle ·
59 Demuynck ·
64 Sergeant ·
Coach: Vandenbroeck